# Harpersville
Harpersville – miasto w Stanach Zjednoczonych, w stanie Alabama, w hrabstwie Shelby. W roku 2023 miasto zamieszkiwało 1817 osób, a gęstość zaludnienia wynosiła 44,2 osoby/km².